# Тэдзука, Сатоси
Сатоси Тэдзука (яп. 手塚 聡 Тэдзука Сатоси, род. 4 сентября 1958, Тотиги) — японский футболист.

## Карьера
На протяжении своей футбольной карьеры выступал за клуб «Фудзита Индастрис». Окончил университет Тюо в 1980 году.

## Национальная сборная
С 1980 по 1988 год сыграл за национальную сборную Японии 25 матчей, в которых забил 2 гола. Участвовал в летних Азиатских играх 1986 года (где японцы не вышли из группы), квалификации к чемпионату мира 1986 года и летним Олимпийским играм 1988 года.

## Статистика за сборную
| Сборная Японии | Сборная Японии | Сборная Японии |
| Год            | Матчи          | Голы           |
| -------------- | -------------- | -------------- |
| 1980           | 2              | 0              |
| 1981           | 6              | 0              |
| 1982           | 0              | 0              |
| 1983           | 0              | 0              |
| 1984           | 0              | 0              |
| 1985           | 2              | 0              |
| 1986           | 4              | 0              |
| 1987           | 8              | 2              |
| 1988           | 3              | 0              |
| Итого          | 25             | 2              |

## Достижения
- Джей-лиги: 1981
- Финалист Кубка императора: 1982, 1985, 1988